# Кузин, Дмитрий Иванович
Дмитрий Иванович Кузин (1 октября 1913 — 6 ноября 1983) — передовик советского сельского хозяйства, тракторист Толстихинской МТС Уярского района Красноярского края, Герой Социалистического Труда (1949).

## Биография
Родился в 1913 году в селе Воронино Канского уезда Красноярской губернии в крестьянской семье. Русский 
Завершив обучение в начальной школы, стал трудиться в сельском хозяйстве. В 1937 году окончил курсы механизаторов начал работать в трактористом в местном колхозе.
Участник советско-финской войны 1939-1940 годов. Получил ранение, был демобилизован, вернулся в родное село.
Участник Великой Отечественной войны. Был призван в Красную Армию в феврале 1942 года. Боевой путь прошёл в составе артиллерийского дивизиона 540-го армейского миномётного полка (49-я Армия). После войны вернулся на родину и стал трудиться в Толстихинской МТС. 
По итогам сельскохозяйственных работ в 1948 году тракторист Кузин получил урожай 22,7 центнера с гектара на площади 254 гектара. 
Указом Президиума Верховного Совета СССР от 1 июня 1949 года за получение высокого урожая пшеницы Дмитрию Ивановичу Кузину было присвоено звание Героя Социалистического Труда с вручением ордена Ленина и медали «Серп и Молот».
Продолжал работать трактористом до выхода на пенсию. 
Проживал в родном селе Воронино. Умер 6 ноября 1983 года.

## Награды
За трудовые и боевые успехи был удостоен:
- золотая звезда «Серп и Молот» (01.06.1949)
- орден Ленина (01.06.1949)
- орден Красной Звезды (08.04.1945)
- другие медали.